# 比德里茨
比德里茨（德語：Biederitz，發音：[ˈbiːdəʁɪts]）是德国萨克森-安哈尔特州耶里肖地区县的市镇，面积39.33平方千米，2023年12月31日人口为8,699人。